# A Muvra
A Muvra (Il muflone) era una rivista fondata da Petru Rocca e pubblicata in Corsica dal 1920 al 1939, quando fu chiuso dalle autorità francesi.

## Storia editoriale
(Sottotitolo della testata)
(Obiettivo di A Muvra scritto da Petru Rocca nel primo numero del 15 maggio 1920)

### Pensiero politico
Il periodico, che aveva articoli in corso e in italiano, era stato fondato a Parigi il 15 maggio 1920 dai soldati còrsi dell'Esercito francese. Poco dopo la fondazione sede fu spostata in Cours Grandval, 38 ad Ajaccio.
Dal 1921 al 1923 il periodico fu finanziato dal politico e industriale di Ajaccio François Coty. Dalle iniziali richieste di autonomismo si spostò sull'indipendentismo ed infine sull'irredentismo e in favore dell'annessione della Corsica all'Italia.
Tra le richieste del periodico:
- costruzione di una croce (Croce di u Ricordu) nel luogo della battaglia di Ponte Nuovo tra corsi e francesi;(venne istituita nei primi di agosto del 1924)
- riapertura dell'Università della Corsica, fondata nel 1765 da Pasquale Paoli e chiusa dai francesi nel 1768;
- l'italiano lingua ufficiale della Corsica.

### Filosofia politica
Il periodico divenne organo del Partitu Corsu d'Azzione dal 1922 al 1927 e del Partitu Corsu Autonomistu dal 1927 al 1939, diventando la "voce" dei Corsi italiani.
A Muvra, nella sua veste di periodico di propaganda utilizzò la caricatura come arma politica: nell'arco di diciannove anni la rivista pubblicò circa 500 caricature, contrassegnate da sole ventuno firme differenti, corrispondenti a cinque disegnatori diversi. Tra di essi Matteo Rocca, fratello di Petru, fu l'autore di più di 300 vignette.
Nel 1925 la tipografia del periodico pubblica la traduzione in còrso del Don Chisciotte della Mancia"[...].
Nel 1939 il periodico venne chiuso dalle autorità francesi e nel 1945 l'ex direttore Petru Rocca venne condannato a 15 anni di carcere, con l'accusa di collaborazionismo con l'Italia fascista.

## Diffusione
La maggior parte delle copie era venduta tra Marsiglia e Parigi.
- 1921: 500 copie
- 1923: 1 800 copie
- 1927: 2 500 copie